# Уеб сериалите на киновселената на Марвел
„Уеб сериалите на Марвел“ са сериали с кратки епизоди, продуцирани от Marvel Studios и излъчвани по YouTube, които са част от Киновселената на Марвел. Чрез тях Марвел промотира някои от филмите и сериалите си. Съществуват два уеб сериала с времетраене на епизодите от 1 до 6 минути.

## WHIH Новини

### Сюжет
„WHIH Новини“ е новинарско студио намиращо се в киновселената на Марвел. Новините са представени от Кристин Евърхарт и Уил Адамс.

### Главни герои
| Актьор      | Роля             |
| ----------- | ---------------- |
| Лесли Биб   | Кристин Евърхарт |
| Ал Мадригал | Уил Адамс        |

### Гостуващи герои
| Актьор       | Роля                |
| ------------ | ------------------- |
| Уилям Садлър | Матю Елис           |
| Пол Ръд      | Скот Ланг / Ант-Мен |
| Кори Стол    | Дарън Крос          |

### Кампанията заАнт-Мен(2015)
| № | # | Заглавие | Първо излъчване |
| - | - | --- | --------------- |
| 1 | 1 | WHIH Новини: промо WHIH Newsfront Promo | 2 юли 2015 г.   |
| 2 | 2 | WHIH Новини: Топ истории WHIH Newsfront Top Stories | 7 юли 2015 г.   |
| 3 | 3 | WHIH Ексклузивно: Записи на влизането с взлом във ВистаКорп на кибер-престъпника Скот Ланг от 2012 г. WHIH EXCLUSIVE: 2012 VistaCorp break-in security footage involving cyber-criminal Scott Lang | 11 юли 2015 г.  |
| 4 | 4 | Вътрешен човек с бръмбар интервюира изпълнителния директор на Пим Текнолоджийс – Дарън Крос WIRED Insider Interviews Darren Cross, CEO of Pym Technologies                                         | 13 юли 2015 г.  |
| 5 | 5 | WHIH Ексклузивно: Интервюто на Скот Ланг WHIH EXCLUSIVE: Scott Lang Interview | 16 юли 2015 г.  |

### Кампанията заКапитан Америка: Войната на героите(2016)
| №  | # | Заглавие | Първо излъчване  |
| -- | - | --- | ---------------- |
| 6  | 1 | СБЛЪСЪКА НА ОТМЪСТИТЕЛИТЕ: Специалните сведения на WHIH Новини AVENGERS IMPACT: A WHIH Newsfront Special Report                  | 22 април 2016 г. |
| 7  | 2 | WHIH Новини: Цената на спасяването на света WHIH Newsfront: The Cost of Saving the World                                         | 26 април 2016 г. |
| 8  | 3 | WHIH Новини: Отмъстителите и Белия дом WHIH Newsfront: The Avengers and The White House                                          | 28 април 2016 г. |
| 9  | 4 | WHIH Новини ексклузивно: Президент Елис дискутира Отмъстителите WHIH Newsfront Exclusive: President Ellis Discusses the Avengers | 3 май 2015 г.    |
| 10 | 5 | WHIH Горещи новини: Нападението в Лагос WHIH Breaking News: Attack in Lagos                                                      | 3 май 2015 г.    |

## Агентите на ЩИТ: Прашка

### Сюжет
Събитията на сериала се случват по време на третия сезон на Агентите на ЩИТ и следват приключенията на нечовека и агент на ЩИТ – Елена „Йо-йо“ Родригез, която преследва убиеца на братовчеда си.

### Главни герои
| Актьор                | Роля                   |
| --------------------- | ---------------------- |
| Наталиа Кордова-Бъкли | Елена Родригез / Йо-йо |

### Гостуващи герои
| Актьор             | Роля                         |
| ------------------ | ---------------------------- |
| Кларк Грег         | Фил Колсън                   |
| Клоуи Бенет        | Дейзи „Скай“ Джонсън / Куейк |
| Минг-На Уен        | Мелинда Мей                  |
| Иън Де Кастекър    | Лео Фиц                      |
| Елизабет Хенстридж | Джема Симънс                 |
| Хенри Симънс       | Алфонзо „Мак“ Макензи        |
| Джейсън О'Мара     | Джефри Мейс                  |
| Янси Ариас         | Виктор Рамон                 |

### Епизоди
| № | Заглавие                           | Режисура       | Сценарий                        | Първо излъчване     |
| - | ---------------------------------- | -------------- | ------------------------------- | ------------------- |
| 1 | Вендета Vendetta                   | Джо Куесада    | Джеймс Си Оливър & Шарла Оливър | 13 декември 2016 г. |
| 2 | Джон Ханкок John Hancock           | Феликс Парнел  | Джеймс Си Оливър & Шарла Оливър | 13 декември 2016 г. |
| 3 | Прогрес Progress                   | Кийт Потър     | Джордж Китсън                   | 13 декември 2016 г. |
| 4 | Повторна среща Reunion             | Крис Черами    | Иден Багдадчи                   | 13 декември 2016 г. |
| 5 | Нарушител на сделката Deal Breaker | Джон Пи Гордън | Иден Багдадчи & Марк Лейтнър    | 13 декември 2016 г. |
| 6 | Правосъдие Justicia                | Марк Колпак    | Марк Лейтнър                    | 13 декември 2016 г. |